# Anabate aux yeux blancs
Automolus leucophthalmus
Espèce
Statut de conservation UICN

 LC  : Préoccupation mineure
L'Anabate aux yeux blancs (Automolus leucophthalmus) est une espèce de passereaux de la famille des Furnariidae.

## Répartition
Il vit dans les forêts secondaires du sud-est du Brésil, de l'est du Paraguay et du nord-est de l'Argentine.

## Sous-espèces
L'espèce comporte deux sous-espèces:
- A. leucophthalmus leucophthalmus (Wied-Neuwied, 1821) vivant dans l'est du Brésil ;
- A. leucophthalmus sulphurascens (Lichtenstein, 1823) vivant au Brésil, au Paraguay et en Argentine.